# Alain Choquart
Alain Choquart (Sablé-sur-Sarthe, 26 settembre 1960) è un direttore della fotografia e regista francese.

## Filmografia parziale

### Direttore della fotografia
- Legge 627 (L.627), regia di Bertrand Tavernier (1992)
- Toubab Bi, regia di Moussa Touré (1992)
- L'esca (L'appât), regia di Bertrand Tavernier (1995)
- Capitan Conan (Capitaine Conan), regia di Bertrand Tavernier (1996)
- Ricomincia da oggi (Ça commence aujourd'hui), regia di Bertrand Tavernier (1999)
- Laissez-passer, regia di Bertrand Tavernier (2002)
- La piccola Lola (Holy Lola), regia di Bertrand Tavernier (2004)

### Regista e sceneggiatore
- Ladygrey (2015)